# Tjuttorp (naturreservat)
Tjuttorp är ett naturreservat i Finspångs kommun i Östergötlands län.
Området är naturskyddat sedan 2016 och är 67 hektar stort. Reservatet omfattar den inre delen av södra Västjuten och en höjd mellan två våtmarker därinnanför. Reservatets skog består av lövskog.